# Knoxville (Géorgie)
Pour les articles homonymes, voir Knoxville.
La census-designated place de Knoxville est le siège du comté de Crawford, dans l’État de Géorgie, aux États-Unis. Lors du recensement de 2010, sa population s’élevait à 69 habitants. Knoxville n’est pas incorporée.

## À noter
John Pemberton est né à Knoxville en 1831.
Alexis de Tocqueville a visité Knoxville en 1832.

## Démographie
| 2000 | 2010 | - | - | - | - |
| ---- | ---- | - | - | - | - |
| 28   | 69   | - | - | - | - |

## Galerie photographique

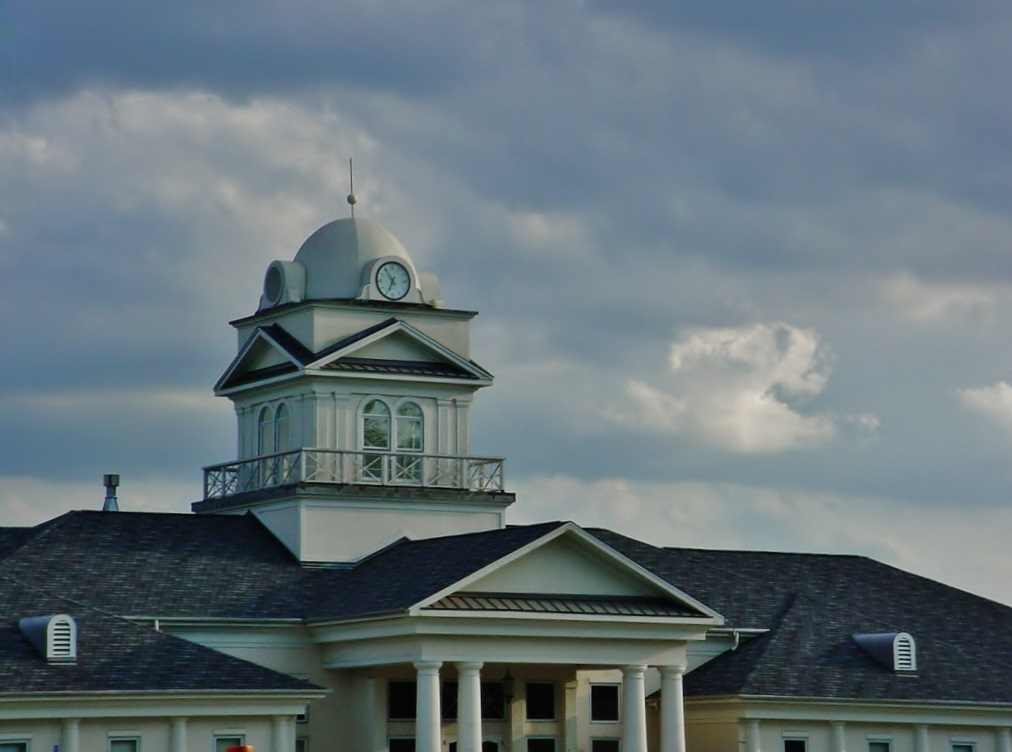
La cour de justice du comté.
L’ancienne prison du comté, aujourd’hui un musée.

## Source
- (en) Cet article est partiellement ou en totalité issu de l’article de Wikipédia en anglais intitulé « Knoxville, Georgia » (voir la liste des auteurs).